# Aerenea posticalis
Aerenea posticalis là một loài bọ cánh cứng trong họ Cerambycidae.